# Балтачево (Камско-Устьинский район)
Балта́чево (тат. Балтач, мрд.-кар. Балтась) — село в Камско-Устьинском районе Республики Татарстан, административный центр и единственный населённый пункт Балтачевского сельского поселения.

## Этимология
Название села предположительно происходит от имени служилого татарина Балтачея Амирденева, который в середине XVII века с племянником Ильмурзой Мартыновым владел здесь поместьем.

## География
Село находится на реке  Ишимка, в 31 км к западу от районного центра — посёлка городского типа Камское Устье. Высота над уровнем моря — 120 м

## История
Основано в период Казанского ханства. В исторических документах упоминается также как Ойша.
В XVIII – первой половине XIX века жители относились к сословию государственных крестьян. Кроме традиционных земледелия (В начале XX века земельный надел сельской общины составлял 1425,7 десятины) и скотоводства, здесь были распространены кирпичный, плотничный, шерстобитный, портняжный и шапочный промыслы, пилка и рубка леса. Во второй половине XIX — начале XX века крестьяне-предприниматели села торговали бакалейными товарами.
В «Списке населенных мест по сведениям 1859 года», изданном в 1866 году, населённый пункт упомянут как казённая деревня Балтачево Капердино Ойша 1-го стана Тетюшского уезда Казанской губернии. Располагалась при речке Кляре, по левую сторону Лаишевского торгового тракта, в 30 верстах от уездного города Тетюши и в 6 верстах от становой квартиры в казённом селе Новотроицкое (Сюкеево). В деревне в 77 дворах жили 747 человек (384 мужчины и 363 женщины). Была мечеть.
В 1894 году была построена новая деревянная мечеть (закрыта в 1930 г.).
В начале XX века здесь также действовали мектеб (с 1840 года), 2 ветряные и 2 водяные мельницы, 6 мелочных лавок. В этот период земельный надел сельской общины составлял 1425,7 десятин.
До 1920 года село входило в Сюкеевскую волость Тетюшского уезда Казанской губернии. С 1920 года в составе Тетюшского, с 1927 года – Буинского кантонов ТАССР. С 10 августа 1930 года – в Камско-Устьинском, с 1 февраля 1963 года – в Тетюшском, с 12 января 1965 года – в Камско-Устьинском районах.
В 1929 году в селе был организован колхоз «Кзыл яр», с 1970 года в составе совхоза «Красный маяк» (центральная усадьба в селе Сюкеево), с 1990 года центральная усадьба вновь выделившегося колхоза «Октябрь», в 1994—2007 годах АСПК «Балтач».

## Население
| 1646 | 1782 | 1859 | 1884 | 1897 | 1908 | 1920 | 1926 | 1938 | 1949 | 1958 | 1970 | 1979 | 1989 | 2002 | 2010 | 2017 |
| ---- | ---- | ---- | ---- | ---- | ---- | ---- | ---- | ---- | ---- | ---- | ---- | ---- | ---- | ---- | ---- | ---- |
| 23   | 82   | 747  | 1000 | 1013 | 1256 | 1014 | 805  | 906  | 679  | 614  | 600  | 530  | 377  | 305  | 270  | 233  |

| 1859 | 1884  | 1897  | 1908  | 1920  | 1926 | 1938 |
| ---- | ----- | ----- | ----- | ----- | ---- | ---- |
| 774  | ↗1000 | ↗1013 | ↗1256 | ↘1014 | ↘805 | ↗906 |
| 1949 | 1958  | 1970  | 1979  | 1989  | 2002 | 2010 |
| ↘679 | ↘614  | ↘600  | ↘530  | ↘377  | ↘358 | ↘266 |
| 2012 | 2013  | 2014  | 2015  | 2016  | 2017 |      |
| →266 | ↘254  | ↘241  | ↘236  | ↘224  | ↘216 |      |

Национальный состав
Национальный состав села: татары, согласно результатам переписи 2002 года, в национальной структуре населения села татары составляли 97% из 305 человек, также в селе проживают каратаи.

## Экономика
Жители работают преимущественно в ООО «Новагротех», ООО «Агрофирма «Нармонка», двух крестьянских (фермерских) хозяйствах (растениеводство, овцеводство).

## Инфраструктура
В селе действуют дом культуры, библиотека, фельдшерско-акушерский пункт, основная школа, отделение связи. В селе 3 улицы.

## Религия
Мечеть «Ахмад» (с 1995 года).